# Technologies améliorant la confidentialité
Les technologies améliorant la confidentialité ou technologies d’amélioration de la confidentialité, (TAC ou PET, de l’anglais privacy-enhancing technologies) sont des méthodes de protection des données. Les TAC permettent aux utilisateurs en ligne de protéger la confidentialité de leurs informations personnelles identifiables (IPI) fournies et traitées par des services ou des applications. Les TAC utilisent des techniques pour minimiser la possession de données personnelles sans perdre la fonctionnalité d'un système d'information.

## Objectifs
L'objectif des TAC est d'assurer la protection des données personnelles et d'assurer aux utilisateurs de la technologie que leurs informations sont confidentielles et que la gestion de la protection des données est une priorité pour les organisations qui déclinent la responsabilité de toute IPI - en permettant aux utilisateurs de prendre une ou plusieurs des mesures concernant leurs données personnelles envoyées à et utilisées par, les fournisseurs de services en ligne, des marchands ou d'autres utilisateurs.
Les technologies renforçant la confidentialité ont pour objectif de mieux contrôler les données personnelles envoyées aux fournisseurs de services en ligne et aux commerçants (ou à d'autres utilisateurs en ligne) et utilisées par ceux-ci (autodétermination informationnelle). Les TAC visent à minimiser les données personnelles collectées et utilisées par les fournisseurs de services et les commerçants, utilisent des pseudonymes ou des identifiants de données anonymes pour assurer l'anonymat, et s'efforcent d'obtenir un consentement éclairé sur la communication de données personnelles aux fournisseurs de services en ligne et aux marchands. Dans les négociations sur la protection de la vie privée, les consommateurs et les fournisseurs de services établissent, maintiennent et affinent les politiques de confidentialité en tant qu'ententes individualisées via le choix permanent d'options de service, offrant ainsi la possibilité de négocier les conditions de transmission de données à caractère personnel aux fournisseurs de services en ligne et aux marchands. (traitement des données / négociation de la politique de confidentialité). Dans le cadre de négociations privées, les partenaires de la transaction peuvent également regrouper les systèmes de collecte et de traitement des informations personnelles avec des avantages monétaires ou non monétaires.
Les TAC offrent la possibilité de vérifier à distance l'application de ces conditions auprès des fournisseurs de services en ligne et des commerçants (assurance), permettent aux utilisateurs d'enregistrer, d'archiver et de consulter les transferts passés de leurs données personnelles, y compris quelles données ont été transférées, à quel moment, à qui et dans quelles conditions, et facilite l'utilisation de leurs droits légaux d'inspection, de correction et de suppression des données.

## Catégories
Les technologies renforçant la protection de la vie privée peuvent être distinguées en fonction de leur hypothèse.

### Technologies de confidentialité douces
Où il est supposé que le tiers peut être approuvé pour le traitement des données. Ce modèle est basé sur la conformité, le consentement, le contrôle et l'audit. Des exemples de technologies sont le contrôle d'accès, le cryptage de tunnel (SSL/TLS).

### Technologies de confidentialité strictes
Aucune entité ne peut violer la vie privée de l'utilisateur. Il suppose que les tiers ne peuvent pas faire confiance. L'objectif de protection des données est la minimisation des données et la réduction de la confiance envers les tiers. Des exemples de telles technologies comprennent Tor (réseau) et le vote à bulletin secret utilisé pour des élections démocratiques.

## TAC existants
Voici des exemples de technologies existantes améliorant la protection de la vie privée :
- Des anonymiseurs de communication masquant la véritable identité en ligne (adresse électronique, adresse IP, etc.) et la remplaçant par une identité non traçable (adresse électronique unique / jetable, adresse IP aléatoire des hôtes participant à un réseau anonyme, pseudonyme, etc.). Ils peuvent être appliqués à la messagerie électronique, à la navigation Web, aux réseaux P2P, à la VoIP, au chat, à la messagerie instantanée, etc.
- Faux comptes en ligne partagés. Une personne crée un compte pour MSN, fournissant des données erronées pour le nom, l'adresse, le numéro de téléphone, les préférences, la situation de la vie, etc. Elle publie ensuite ses identifiants et mots de passe sur Internet. Tout le monde peut maintenant utiliser ce compte confortablement. Ainsi, l'utilisateur est sûr qu'il n'y a pas de données personnelles le concernant dans le profil du compte. (En outre, il est libéré des tracas de devoir s'inscrire lui-même sur le site.)
- L'obfuscation fait référence aux nombreuses pratiques consistant à ajouter des données gênantes ou trompeuses à un journal ou à un profil, ce qui peut être particulièrement utile pour contrarier les analyses de précision après la perte ou la divulgation de données. Son efficacité contre les humains est mise en doute, mais elle est plus prometteuse contre les algorithmes superficiels[6],[7],[8].
- Accès aux données personnelles : l'infrastructure du fournisseur de services permet aux utilisateurs d'inspecter, de corriger ou de supprimer toutes leurs données stockées chez le fournisseur de services.
- EPID (Enhanced privacy ID (en)) est un algorithme de signature numérique prenant en charge l'anonymat. Contrairement aux algorithmes de signature numérique traditionnels (par exemple, PKI), dans lesquels chaque entité possède une clé de vérification publique unique et une clé de signature privée unique, EPID fournit une clé de vérification publique de groupe commun associée à de nombreuses clés de signature privées uniques[9]. EPID a été créé pour qu'un appareil puisse prouver à un tiers externe de quel type d'appareil il s'agit (et éventuellement quel logiciel est exécuté sur l'appareil) sans avoir à révéler l'identité exacte, c'est-à-dire à prouver que vous êtes un membre authentique d'un groupe sans révéler quel membre. Il est utilisé depuis 2008.

## Futurs TAC
Parmi les technologies améliorant la protection de la vie privée qui font l'objet de recherches ou de développement, citons la technologie de divulgation limitée, les informations d'identification anonymes telles que la location de voiture en ligne, la négociation et l'application des conditions de traitement des données et le journal des transactions de données. La technologie de divulgation limitée offre un moyen de protéger la vie privée des personnes en leur permettant de ne partager que suffisamment d'informations personnelles avec des fournisseurs de services pour mener à bien une interaction ou une transaction. Cette technologie est également conçue pour limiter le suivi et la corrélation des interactions des utilisateurs avec ces tiers. La divulgation limitée utilise des techniques cryptographiques et permet aux utilisateurs de récupérer des données validées par un fournisseur, de les transmettre à une partie utilisatrice et de faire en sorte que ces dernières se fient à l'authenticité et à l'intégrité des données. Les justificatifs d'identité anonymes sont des propriétés ou des droits revendiqués du détenteur des justificatifs d'identité qui ne révèlent pas la véritable identité du titulaire; la seule information révélée est ce que le titulaire du justificatif est disposé à divulguer. L'affirmation peut être émise par l'utilisateur lui-même, par le fournisseur du service en ligne ou par un tiers (un autre fournisseur de services, un organisme gouvernemental, etc.). Par exemple :
- Location de voiture en ligne : l'agence de location de voitures n'a pas besoin de connaître la véritable identité du client. Il suffit de s'assurer que le client a plus de 23 ans (à titre d'exemple), que le client a un permis de conduire, une assurance maladie (par exemple pour les accidents, etc.) et que le client paie. Il n'y a donc aucun besoin réel de connaître le nom du client, son adresse ou d'autres informations personnelles. Les identifiants anonymes permettent aux deux parties d'être à l'aise: elles permettent au client de ne révéler que le nombre de données dont l'agence de location de voiture a besoin pour fournir son service (minimisation des données), et permettent à l'agence de location de vérifier leurs besoins et de récupérer leur argent. Au moment de commander une voiture en ligne, l'utilisateur, au lieu de fournir le nom classique, l'adresse et le numéro de carte bancaire, fournit les informations d'identification suivantes, toutes attribuées à des pseudonymes (c'est-à-dire non au nom réel du client) :
  - Une assertion d'âge minimal, émise par l'État, prouvant que le titulaire est âgée de plus de 23 ans (l'âge réel n'est pas fourni) ;
  - Un permis de conduire, c'est-à-dire une assertion émise par l'agence de contrôle des véhicules à moteur, selon laquelle son titulaire a le droit de conduire des voitures ;
  - Une preuve d'assurance, émise par l'assurance maladie ;
  - Trésorerie numérique.
- Négociation et application des conditions de traitement des données : avant de commander un produit ou un service en ligne, l'utilisateur et le fournisseur de services en ligne ou le commerçant négocient le type de données personnelles à transférer au fournisseur de services. Cela inclut les conditions applicables au traitement des données à caractère personnel, telles que le fait qu'elles puissent ou non être envoyées à des tiers (vente de profil) et dans quelles conditions (par exemple uniquement lorsque l'on informe l'utilisateur), ou à quel moment de la transaction. futur, il sera supprimé (le cas échéant). Après le transfert des données à caractère personnel, les conditions convenues concernant le traitement des données sont appliquées de manière technique par l'infrastructure du fournisseur de services, capable de gérer et de traiter les obligations de traitement des données. De plus, cette application peut être auditée à distance par l'utilisateur, par exemple en vérifiant les chaînes de certification basées sur des modules de confiance ou en vérifiant les labels / labels de confidentialité émis par des organismes d'audit tiers (agences de protection des données, par exemple). Ainsi, au lieu de devoir compter sur les simples promesses des fournisseurs de services de ne pas abuser de données à caractère personnel, les utilisateurs seront plus confiants quant au fait que le fournisseur de services adhère aux conditions de traitement des données négociées[11]. Enfin, le « journal de transaction des données » permet aux utilisateurs enregistrer les données personnelles qu'ils envoient au(x) fournisseur(s) de services, à quelle heure ils l'ont fait et dans quelles conditions. Ces journaux sont stockés et permettent aux utilisateurs de déterminer quelles données ils ont envoyées à qui. Ils peuvent également déterminer le type de données en possession d'un fournisseur de services spécifique. Cela conduit à plus de transparence, ce qui est une condition préalable pour être en contrôle.